# Luciano Peretti
Luciano Peretti (Rivarolo Ligure, 8 gennaio 1915 – ...) è stato un calciatore italiano, di ruolo attaccante.

Peretti in piedi primo da destra, con l'Italia universitaria nel 1938

Attaccante dotato di senso opportunistico, che gli permetteva di sopperire al fisico basso e poco mobile, milita in squadre liguri esordendo in serie A con la Sampierdarenese, con cui disputa cinque stagioni nel massimo campionato (le ultime tre con il mutato nome di Liguria).
Nell'estate 1940 dopo la retrocessione dei rossoneri si trasferisce all'Atalanta, neopromossa in A vestendone la maglia per tre stagioni, sempre nel massimo campionato.
Conclude la carriera con la Cremonese nel torneo di guerra.
In carriera ha totalizzato complessivamente 157 presenze e 35 reti in Serie A.